# 小川文明
小川 文明（おがわ ふみあき、1960年7月14日 - 2014年6月25日）は、日本のキーボーディスト、作・編曲家。大阪府出身。大阪府立堺東高等学校卒、大阪芸術大学芸術学部音楽学科作曲専攻卒。昭和音楽大学講師。
本名は「ふみあき」であるが、すかんち等一部バンドでは「ぶんめい」の読み仮名を芸名として使用していた。

## 経歴
1960年7月14日に大阪府で生まれる。5歳からピアノのレッスンをうけるが、最初は嫌で仕方なかったものの、ビートルズの曲が弾けたのでうれしくなり、だんだん音楽にのめり込んでいく。中学1年生の時にNHKの『ヤング・ミュージック・ショー』でキース・エマーソンを観て衝撃をうけ、漠然と将来の職業を思い描く。
高校2年生から作曲を七ッ矢博資に師事して、シェーンベルク、バルトーク、ジョン・ケージ、スティーヴ・ライヒなど現代音楽に傾倒し、大阪芸術大学音楽学科作曲専攻に入学。卒業後、ドラムの菅沼孝三と結成したブラック・ペイジでキングレコードからデビューする。
プログレッシブ・ロックの普及に努めながら、44MAGNUM、MALTA、小曽根真、陣内大蔵、中間英明、奥野敦士、林田健司、筋肉少女帯、少年隊、光GENJI、SMAP、モーニング娘。、桃井はるこ、松浦亜弥、桑名晴子、詩人の血、oh! penelope、小堺一機など様々なアーティストのアレンジ、レコーディング、ステージをサポートする。
その後、ROLLYと出会い、すかんちのキーボードを担当し、同時にギターレスのロック・キーボード・トリオ：Suzy Cream Cheeseを結成する。ここでは自己のオルガン・スタイルを探求している。また、真心ブラザーズ、Funk-A-Diddle、Spice Five、文太郎etc.でもキーボードを担当した。
2014年4月末頃から体調を崩して入院していたが、6月25日に容態が急変し同日午後に死去した。53歳没。

## 著書など
- 究極のキーボード練習帳 基礎・定番フレーズ編（2002年9月20日、リットーミュージック・ムック）
- 究極のキーボード練習帳 アンサンブル強化編
- 文明的鍵盤奏法ノススメ
- 鍵盤上達100の裏ワザ（2007年6月30日、リットーミュージック）
- 地獄のメカニカル・トレーニング・フレーズ